# 熊木俊朗
熊木 俊朗（くまき としあき、1967年 - ）は、日本の考古学者。専門は北東アジア考古学。東京大学大学院人文社会系研究科教授。

## 人物・経歴
東京都立川市生まれ。1990年北海道大学文学部文学科言語学専攻課程卒業、旭化成工業入社。1994年明治大学文学部史学地理学科考古学専攻卒業。1996年東京大学大学院人文社会系研究科考古学専門分野修士課程修了。同年から常呂町で東京大学文学部附属常呂実習施設助手。2004年常呂町教育委員会社会教育課ところ遺跡の森主幹。2005年博士（文学）。2006年東京大学大学院人文社会系研究科准教授、北見市文化財審議委員会委員、北見市史跡整備専門委員、北見市常呂自治区社会教育推進会議副委員長、北見市常呂まちづくり協議会委員。2007年網走管内博物館連絡協議会監事。2018年東京大学大学院人文社会系研究科教授。専門は北東アジア考古学。常呂遺跡でオホーツク人を研究。

## 著書
- 『遺跡の森の考古学』ところ文庫 2006年
- 『トコロチャシ跡遺跡群の発掘』ところ文庫 2016年
- 『オホーツク海南岸地域古代土器の研究』北海道出版企画センター 2018年